# La Xispa
La Xispa fou una revista d'humor que es va publicar durant la Guerra Civil Espanyola a Calonge. És l'única revista satírico-humorística catalana no política en temps d'aquell conflicte bèl·lic. Es van arribar a publicar 12 números.
L'ideòleg de la revista va ser Joan Isern i Cama, a qui li agradava molt escriure. Isern, pastisser de professió, ja havia escrit abans a altres revistes locals calongines, com Mar i Muntanya o La Veu de Calonge. Per tirar la revista endavant, Isern va buscar la implicació d'amics seus. En concret, de Martí Camós i Salvador, Sixte Palet i Gispert i Miquel Valmaña i Gispert. Posteriorment es van afegir altres persones, com Faust Margarit, Caterina Isern i Robert Viñals.
La redacció de la revista es trobava en el primer pis d'un immoble que dona davant mateix de l'entrada principal a l'església parroquial de Calonge. I la impressió es feia a la fàbrica de cartonatges i arts gràfiques que tenia Joan Molla i Oliver a Sant Antoni de Calonge, al costat de la carretera de Palamós a Platja d'Aro. La distribució es feia per mitjà de l'única llibreria del poble, que gestionava Pere Clara i Farrarons. La revista costava cinc cèntims que servien per cobrir les despeses de l'edició, ja que el setmanari no tenia publicitat.